# Судья по бракоразводным делам
«Судья по бракоразводным делам» — интермедия испанского писателя Мигеля де Сервантеса, опубликованная в 1615 году в составе сборника «Восемь комедий и восемь интермедий, новых, ни разу не представленных на сцене». 
Действие пьесы сводится к разговору судьи с несколькими парами, требующими развода. Марьяна заявляет, что вся её брачная жизнь сводится к заботам о дряхлом и вечно больном муже, тот в ответ жалуется на постоянные побои и брань и говорит, что женился, будучи ещё относительно молодым и крепким (судья отказывает этой паре в разводе). Затем Гьомар просит развести её с мужем-солдатом, называя его бездельником, неспособным прокормить семью. Солдат, уставший от брани и капризов, поддерживает эту просьбу, но судья откладывает решение. Так же он поступает с делом подлекаря и его жены Альдонсы, а также с делом крючника, который попросил или развести его со сварливой женой, или «переменить её горячий характер на скромный и тихий». В финале судья отправляется на пир, устроенный первой парой по случаю примирения.
Персонажи пьесы оказываются попеременно участниками действия и зрителями, при этом собственно сюжетная интрига сведена к минимуму. Предположительно Сервантес показывал эволюцию основных драматургических элементов на примере восьми интермедий («Судья по бракоразводным делам» был первой и наиболее примитивной из них).
На русский язык «Судью по бракоразводным делам» перевёл, как и остальные интермедии из сборника, Александр Островский, снабдив текст своими примечаниями.